# Temik Awtandylan
Temik Awtandylan (ros. Темик Автандылян, orm. Թեմիկ Ավթանդիլյան, ur. 20 sierpnia 1922 w miejscowości Martakert (Ağdərə) w Górskim Karabachu, zm. 10 lutego 1945 w okolicach Głogowa) – radziecki wojskowy, starszy porucznik, odznaczony pośmiertnie Złotą Gwiazdą Bohatera Związku Radzieckiego (1945).

## Życiorys
Urodził się w ormiańskiej rodzinie robotniczej. Od 1938 mieszkał z rodzicami w Baku, gdzie skończył szkołę średnią, w 1942 został powołany do Armii Czerwonej, ukończył przyśpieszony kurs szkoły piechoty w Baku. Od sierpnia 1942 uczestniczył w wojnie z Niemcami, był dowódcą plutonu w 89 Armeńskiej Dywizji Piechoty, walczył m.in. na Północnym Kaukazie, m.in. w rejonie Małgobeku w listopadzie 1942, gdzie został ranny. W październiku 1943 walczył na Półwyspie Tamańskim, gdzie był ciężko ranny, po wyleczeniu brał udział w walkach na terytorium Ukrainy, za zasługi bojowe został odznaczony dwoma orderami. 13 stycznia 1945 jako dowódca kompanii 545 pułku piechoty 389 Dywizji Piechoty 76 Korpusu Piechoty 3 Gwardyjskiej Armii 1 Frontu Ukraińskiego wyróżnił się w walkach o Nową Słupię w powiecie kieleckim, gdzie dowodzona przez niego kompania zniszczyła 6 stanowisk ogniowych wroga i odparła 3 niemieckie kontrataki. 10 lutego po sforsowaniu wraz z kompanią Odry walczył na południe od Głogowa, gdzie jego kompania zadała poważne straty przeciwnikowi, jednak on sam zginął w tej walce. Został pochowany w miejscu, w którym zginął. W jego rodzinnej miejscowości jego imieniem nazwano ulicę, szkołę i drużynę pionierów i ustawiono popiersie.

## Odznaczenia
- Złota Gwiazda Bohatera Związku Radzieckiego (pośmiertnie, 27 czerwca 1945)
- Order Lenina (pośmiertnie, 27 czerwca 1945)
- Order Czerwonego Sztandaru (19 sierpnia 1944)
- Order Czerwonej Gwiazdy (29 marca 1944)